# Entwurf B65
Als Entwurf B65 (japanisch B65型超甲型巡洋艦) wird eine projektierte Klasse von Schlachtkreuzern der Kaiserlich Japanischen Marine bezeichnet, die um 1940 geplant und infolge des Zweiten Weltkriegs nicht gebaut wurde.

## Geschichte

### Entwicklungsgeschichte
In der Doktrin der Kaiserlich Japanischen Marine wurde angestrebt, den Gegner in einer Entscheidungsschlacht zu stellen und zu vernichten (siehe Seeschlacht bei Tsushima). Im Idealfall würde diese Schlacht bzw. der Sieg in dieser Schlacht früh in einem Konflikt erreicht werden, womit das Kaiserreich nicht einem langen Krieg ausgesetzt sein würde. Um den Sieg daher in der gewünscht kurzen Zeitspanne zu erreichen, müsste die Marine in der Lage sein, einen Offensivkrieg zu führen.
Als wahrscheinlichster Gegner wurden die Vereinigten Staaten identifiziert. Zur US-amerikanischen Marine bestand aber ein quantitativer Unterschied, der aus den Flottenverträgen nach dem Ersten Weltkrieg herrührte. Um dieses Unterlegenheitsverhältnis zugunsten Japans zu verbessern, wurden verschiedene Strategien entwickelt, um die amerikanische Schlachtflotte auf ihren voraussichtlichen Anmarschweg zu schwächen. Zu diesem gehörte neben dem Einsatz von Kleinst-U-Booten auch der nächtliche Überfall auf die Marschkolonnen durch Zerstörer, Kreuzer und Großkampfschiffe. Hierfür wurden die japanischen Schiffe entsprechend ausgerüstet und die Besatzungen ausgebildet.
Bei den hierfür vorgesehenen Einheiten handelte es sich z. B. um die vier Schlachtkreuzer der Kongō-Klasse. Diese wurden zwischen 1911 und 1915 gebaut und ab dem Jahr 1930 zu Schnellen Schlachtschiffen modernisiert. Ende der 1930er Jahre waren aber alle vier Schiffe seit bald 25 Jahren in Dienst und mussten ersetzt werden.

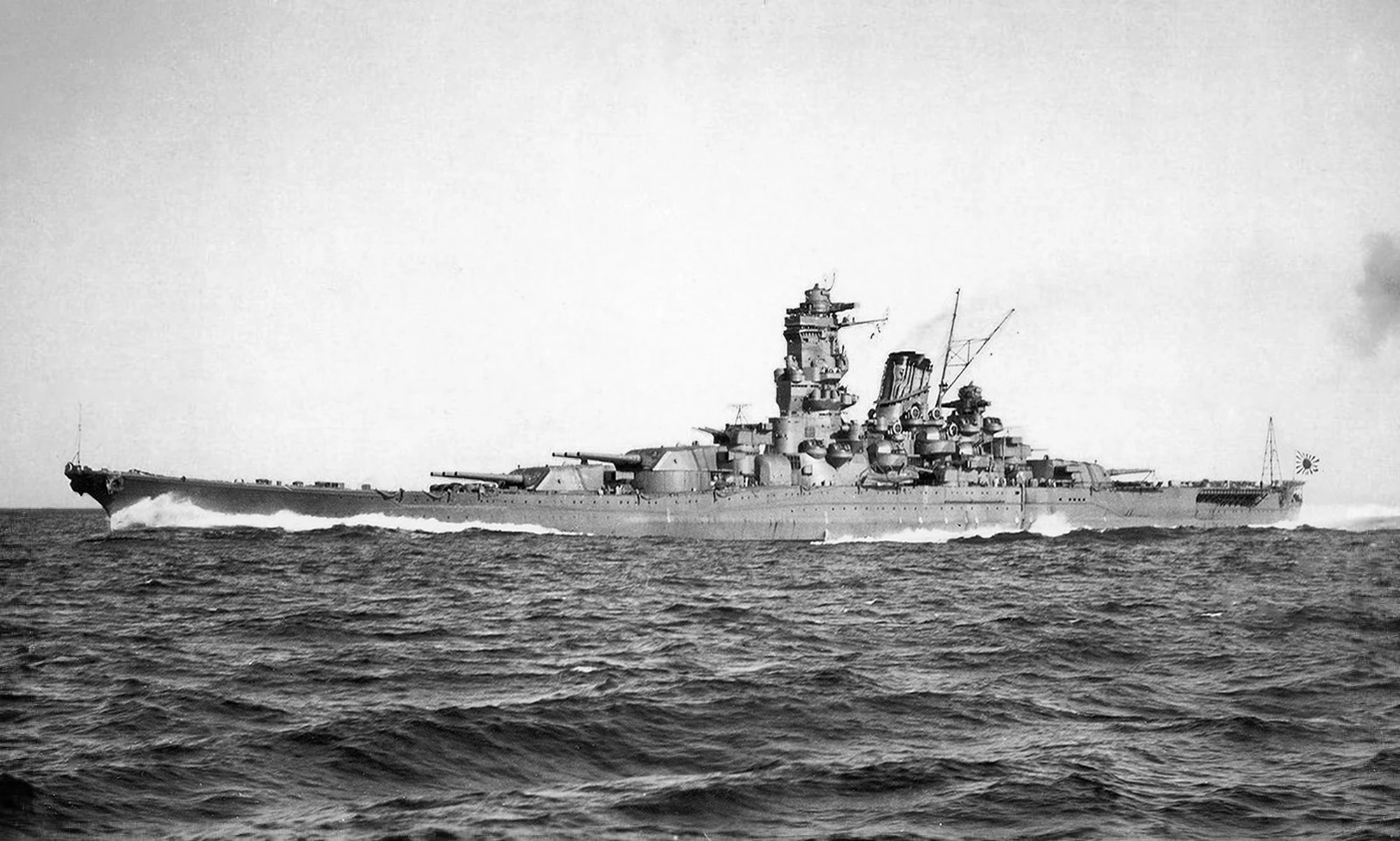
Die Yamato 1941 bei Probefahrten.

Ab 1939 begannen daher die Arbeiten an einer Nachfolgeklasse. Der vorläufige Entwurf wurde bis September 1940 fertiggestellt und anschließend bis 1941 weiter ausgeformt, wobei Designmerkmale der Schlachtschiffe der Yamato-Klasse übernommen wurden.
Als US-amerikanische Antwort auf diese Schiffsentwicklung können die Großen Kreuzer / Schlachtkreuzer der Alaska-Klasse betrachtet werden.

### Bau
Die japanische Marine plante den Bau von sechs Schiffen dieser Klasse, welche in den Bauprogrammen von 1941 (zwei Einheiten) und 1942 (vier Einheiten) berücksichtigt wurden bzw. werden sollten. Auf Grund der geänderten Prioritäten kurz vor Beginn des Pazifikkrieges und während des Krieges – Verschiebung auf Flugzeugträger und Unterstützungsschiffe – wurden diese Pläne stark überarbeitet oder ganz fallen gelassen. Ein neues Bauprogramm sah weiterhin den Bau von zwei Einheiten (Schiff 798 und Schiff 799) mit Fertigstellung zwischen 1945 und 1946 vor. Mit Fortschreiten des Krieges und den geänderten strategischen Anforderungen wurde dieser Plan aber obsolet. Eine Vergabe von Bauaufträgen erfolgte nicht.
Der Entwurf B65 im Vergleich zu ähnlichen Schiffsklassen.
| Klasse                               | Entwurf B65                | Dunkerque                 | Scharnhorst            | Projekt 69           | Projekt 1047      | Alaska             |
| ------------------------------------ | -------------------------- | ------------------------- | ---------------------- | -------------------- | ----------------- | ------------------ |
| Land                                 | Japan                      | Frankreich                | Deutsches Reich        | Sowjetunion          | Niederlande       | Vereinigte Staaten |
| Bauzeitraum                          | –                          | 1932–1939                 | 1934–1939              | 1939–1941            | –                 | 1941–1945          |
| Konstruktionsverdrängung             | 32.000                     | 26.500                    | 32.600                 | 32.240               | 28.407            | 31.500             |
| Länge über alles                     | 246,20 m                   | 215,00 m                  | 234,90 m               | 250,50 m             | 237,10 m          | 246,43 m           |
| Breite                               | 27,20 m                    | 31,00 m                   | 30,00 m                | 31,60 m              | 30,00 m           | 27,67 m            |
| max. Tiefgang                        | 8,80 m                     | 9,00 m                    | 9,91 m                 | 9,45 m               | 7,80 m            | 9,57 m             |
| max. Geschwindigkeit                 | 33,00 kn                   | 29,50 kn                  | 31,50 kn               | 32,00 kn             | 34,00 kn          | 32,72 kn           |
| Hauptbewaffnung                      | 9× 31,0 cm                 | 8× 33,0 cm                | 9× 28,0 cm             | 6× 38,0 cm           | 9× 28,0 cm        | 9× 30,5 cm         |
| Mittelartillerie/ Schwere Flugabwehr | 16× 10 cm                  | 16× 13 cm                 | 12× 15 cm, 14× 10,5 cm | 8× 15,2 cm, 8× 10 cm | 12× 12 cm         | 12× 12,7 cm        |
| Leichte Flugabwehr                   | 12× 2,5 cm, 12× 13,2-mm-MG | 8× 3,7 cm, 32× 13,2-mm-MG | 16× 3,7 cm, 38× 2 cm   | 24× 3,7 cm           | 14× 4 cm, 8× 2 cm | 56× 4 cm, 34× 2 cm |
| Torpedos                             | 8× 61 cm                   | Keine                     | 6× 53,3 cm             | Keine                | Keine             | Keine              |

## Technische Beschreibung

### Rumpf
Der Rumpf eines Schlachtkreuzers des Entwurfs B65, unterteilt in wasserdichte Abteilungen, sollte über alles 246,2 Meter lang, 27,2 Meter breit sein und hätte bei einer geplanten Einsatzverdrängung von 35.358 Tonnen einen Tiefgang von 8,8 Metern gehabt.

#### Panzerschutz
Der Gürtelpanzer war an seiner stärksten Stelle 190 Millimeter dick. Der horizontale Schutz bestand aus einem 125 Millimeter starken Panzerdeck. Die Barbetten, also die zylindrischen Strukturen unterhalb der Türme, durch die die Munition transportiert wurde, waren durchgehend bis zum Panzerdeck mit bis zu 190 Millimeter Panzerstahl geschützt, der an einigen Stellen bis auf 210 Millimeter Dicke aufwuchs. Der Gefechtsstand, also die kleine Befehlszentrale im Brückenaufbau (Kommandoturm) unmittelbar hinter Turm „B“, von der im Notfall die wichtigsten Schiffssysteme gesteuert werden konnten, sollte einen Schutz von 125 bis 180 Millimeter Stahl erhalten.

### Antrieb

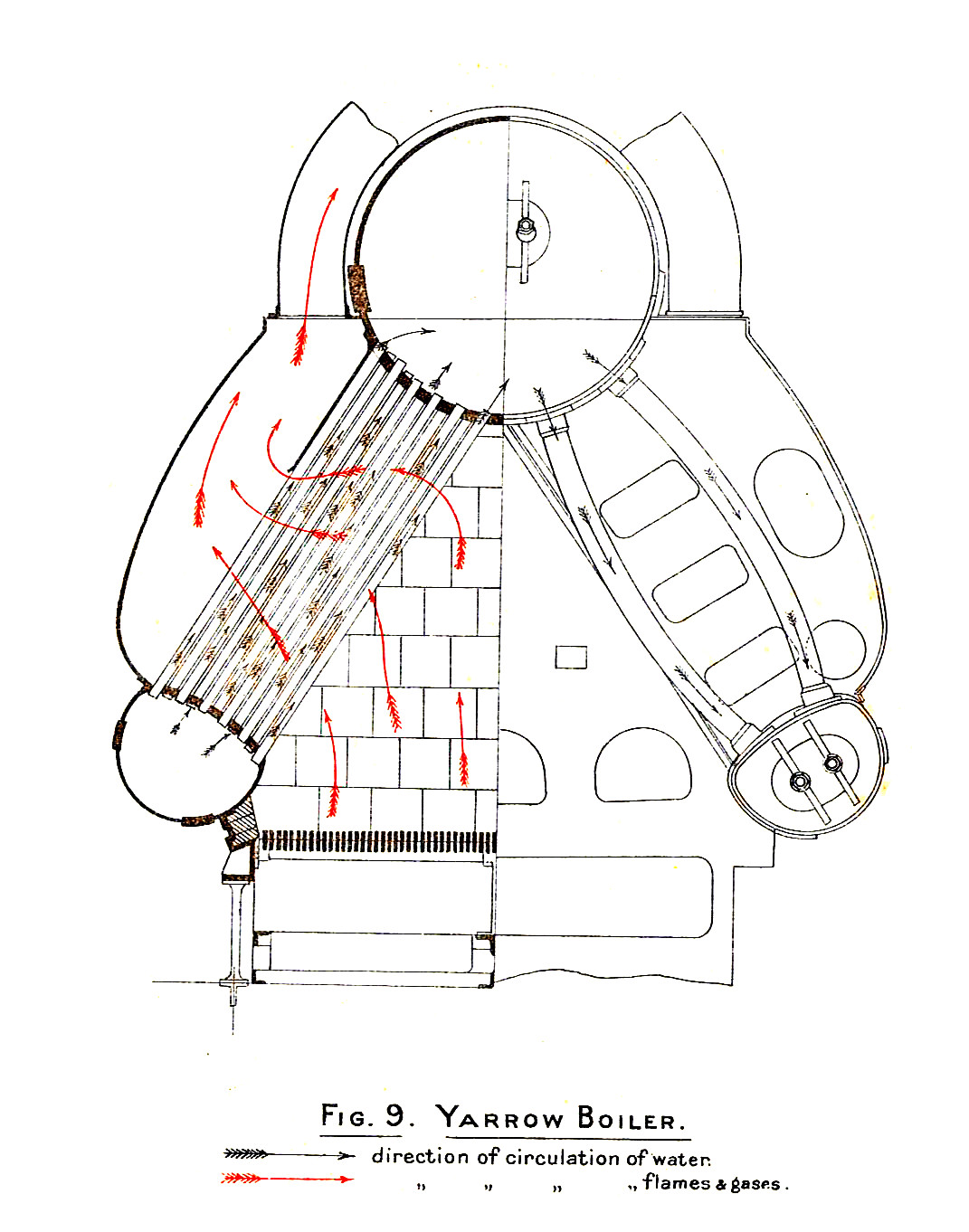
Schnitt durch einen Yarrow-Kessel.

Der Antrieb sollte durch acht ölbefeurte Dampferzeuger – Kampon-Kesseln des Yarrow-Typs – und vier Getriebeturbinensätze erfolgen, mit denen eine Leistung von 160.000 PS (117.680 kW) erreicht werden sollte. Diese hätten ihre Leistung an vier Wellen mit je einer Schraube abgegeben. Die Höchstgeschwindigkeit hätte 33 Knoten (61 km/h) betragen und die maximale Fahrstrecke 8.000 Seemeilen (14.816 km) bei 18 Knoten, wofür 4.618 Tonnen Schweröl gebunkert werden können sollten.

### Bewaffnung

#### Schwere Artillerie
Als schwere Artillerie sollten neun 31-cm-Seezielgeschütze in Kaliberlänge 50 verbaut werden, die in drei Drillingsgeschütztürmen entlang der Schiffsmittellinie aufgestellt werden sollten. Dabei wären auf dem Vorschiff zwei Türme und auf dem Achterschiff ein Turm aufgestellt worden.

#### Mittelartillerie

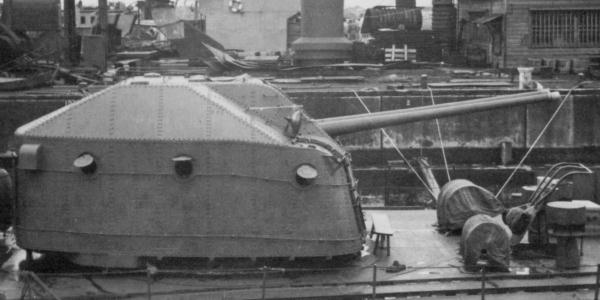
Seitenansicht eines 10-cm-Geschützturmes eines Zerstörers der Akizuki-Klasse, wie er wahrscheinlich auf Schiffen des Entwurf B65 verwendet worden wäre.

Als Mittelartillerie bzw. schwere Flugabwehr sollten sechzehn 10-cm-Geschütze Typ 98 mit Kaliberlänge 65 verbaut werden. Dieses von 1935 bis 1938 entwickelte Mehrzweckgeschütz hatte ein Gewicht von 3.053 kg und eine Feuerrate von 15 bis 21 Schuss die Minute. Es konnte eine 13 Kilogramm schwere Granate bis zu 18,7 km weit auf Seeziele verschießen und Luftziele in bis zu 13,3 km Höhe bekämpfen. Untergebracht wären sie in acht, mit einem etwa 3 mm starken Splitterschutz versehenen, 34,5 Tonnen schweren Zwillingstürmen. Die Türme hatten eine Seitenrichtgeschwindigkeit von bis 16° pro Sekunde, eine Höhenrichtgeschwindigkeit von bis 16° pro Sekunde und einen Höhenrichtbereich von −10° bis +90°.
Diese Waffe wird zusammen mit ihrer Lafette als eine der fortschrittlichsten Konstruktionen im japanischen Geschützbau und ihrer Zeit angesehen.

#### Flugabwehrbewaffnung
Bei Indienststellung sollte die leichte Flugabwehrbewaffnung aus zwölf 2,5-cm-Maschinenkanonen Typ 96 in vier Drillingslafetten und zwölf 13,2-mm-Maschinengewehren Typ 93 in Zwillingslafetten bestehen. Da die Bedrohung durch Flugzeuge zum Zeitpunkt der Planung noch nicht dominierend war, wurde diese Anzahl an Flugabwehrgeschützen als ausreichend angesehen.
Die 2,5-cm-Maschinenkanonen verschossen im Einsatz rund 110 bis 120 Schuss pro Minute, die effektive Reichweite lag bei etwa 3 Kilometern bei 85° Rohrerhöhung. Die 13,2-mm-Maschinengewehre verschossen im Einsatz rund 250 Schuss pro Minute, die Reichweite lag bei etwa 4,5 Kilometern bei 85° Rohrerhöhung.

#### Torpedobewaffnung
Es war vorgesehen, acht Torpedorohre des Kalibers 61-cm in zwei Vierfachsätzen mit einer Kapazität von 24 Torpedos zu verbauen.

### Bordflugzeug
Zum Zwecke der Aufklärung sollte die Klasse über zwei bis drei Bordflugzeuge verfügen. Diese wären über ein schwenkbares Flugzeugkatapult gestartet, welches sich zwischen Schornstein und achterem Aufbau befunden hätte.